# Lophodermium intermissum
Lophodermium intermissum är en svampart som beskrevs av Karl Starbäck 1895. Lophodermium intermissum ingår i släktet Lophodermium och familjen Rhytismataceae.  Arten är reproducerande i Sverige. Inga underarter finns listade i Catalogue of Life.